# Acacia macracantha
Acacia macracantha är en ärtväxtart som beskrevs av Carl Ludwig von Willdenow. Acacia macracantha ingår i släktet akacior, och familjen ärtväxter. Inga underarter finns listade i Catalogue of Life.